# Faro de Adziogol
El faro de Adziogol (en ucraniano: Аджигольський маяк; en ruso: Аджигольский маяк) (también conocido como Faro Stanislav-Adzhyhol) es una de las dos estructuras hiperboloides de acero que funcionan como faros en el estuario de Dnieper, Ucrania.

## Historia
Con 64 m, se encuentra entre los 20 faros más altos del mundo. Fue diseñado en 1910 y construido por Vladimir Shukhov en 1911.

## Literatura
- «Adziogol Lighthouse – Vladimir G. Schuchov – Great Buildings Online». greatbuildings.com. Archivado desde el original el 26 de agosto de 2010. Consultado el 11 de agosto de 2010.
- Rainer Graefe:  “Vladimir G. Šuchov 1853–1939 – Die Kunst der sparsamen Konstruktion.”, p. 192, Stuttgart, DVA, 1990, ISBN 3-421-02984-9.
- Peter Gössel, Gabriele Leuthäuser, Eva Schickler: “Architecture in the 20th century”, Taschen Verlag; 1990, ISBN 3-8228-1162-9 ISBN 3-8228-0550-5
- Kevin Matthews, "The Great Buildings Collection", CD-ROM, Artifice, 2001, ISBN 0-9667098-4-5.
- Elizabeth Cooper English:  “Arkhitektura i mnimosti”: The origins of Soviet avant-garde rationalist architecture in the Russian mystical-philosophical and mathematical intellectual tradition”, disertación en arquitectura, 264 p. Univ. de Pensilvania, 2000.